# Alexis Saelemaekers
Alexis Jesse Saelemaekers (ur. 27 czerwca 1999 w Berchem-Sainte-Agathe) – belgijski piłkarz, grający na pozycji prawego pomocnika we włoskim klubie A.C. Milan oraz w reprezentacji Belgii.

## Kariera piłkarska
Swoją karierę piłkarską Saelemaekers rozpoczął w RSC Anderlecht. W 2017 roku awansował do pierwszego zespołu Anderlechtu. 16 lutego 2018 zadebiutował w nim w pierwszej lidze belgijskiej w przegranym 0:1 wyjazdowym meczu z Sint-Truidense VV. Z kolei 1 września 2019 w wygranym 1:0 domowym meczu ze Standardem Liège strzelił swoją premierową bramkę w lidze.
31 stycznia 2020 roku Saelemaekers został wypożyczony do A.C. Milan. 2 lutego 2020 zadebiutował w nim Serie A w zremisowanym 1:1 domowym meczu z Hellas Verona. Z kolei 18 lipca 2020 w domowym meczu z Bologną (5:1) strzelił pierwszą bramkę w Serie A. 1 września 2020 został wykupiony przez Milan za kwotę 3,5 miliona euro.
| Sezon   | Klub           | Kraj   | Rozgrywki       | Mecze | Gole |
| ------- | -------------- | ------ | --------------- | ----- | ---- |
| 2017/18 | RSC Anderlecht | Belgia | Eerste klasse A | 11    | 0    |
| 2018/19 | RSC Anderlecht | Belgia | Eerste klasse A | 30    | 0    |
| 2019/20 | RSC Anderlecht | Belgia | Eerste klasse A | 16    | 2    |
| 2019/20 | A.C. Milan     | Włochy | Serie A         | 13    | 1    |
| 2020/21 | A.C. Milan     | Włochy | Serie A         | 32    | 2    |
| 2021/22 | A.C. Milan     | Włochy | Serie A         | 36    | 1    |
| 2022/23 | A.C. Milan     | Włochy | Serie A         | 30    | 2    |
| 2023/24 | Bologna FC     | Włochy | Serie A         | 30    | 4    |
| 2024/25 | AS Roma        | Włochy | Serie A         | 21    | 6    |

## Kariera reprezentacyjna
Saelemaekers występował w młodzieżowych reprezentacjach Belgii: U-19 i U-21. W 2019 roku był członkiem kadry U-21 na Mistrzostwach Europy U-21.
8 października 2020 Saelemaekers zadebiutował w reprezentacji Belgii w zremisowanym 1:1 towarzyskim meczu z Wybrzeżem Kości Słoniowej, rozegranym w Brukseli.